# Céaux-d’Allègre
Céaux-d’Allègre – miejscowość i gmina we Francji, w regionie Owernia-Rodan-Alpy, w departamencie Górna Loara.
Według danych na rok 1990 gminę zamieszkiwało 428 osób, a gęstość zaludnienia wynosiła 13 osób/km² (wśród 1310 gmin Owernii Céaux-d’Allègre plasuje się na 447. miejscu pod względem liczby ludności, natomiast pod względem powierzchni na miejscu 173.).